# Андромеда (Еврипид)
«Андромеда» (др.-греч. Ἀνδρομέδα) — трагедия древнегреческого драматурга Еврипида на сюжет, связанный с мифами Арголиды. Была впервые поставлена на афинской сцене в 412 году до н. э. вместе с трагедией «Елена». Текст «Андромеды» впоследствии был утрачен за исключением ряда разрозненных отрывков (фрг. 114—155 Snell).

## Сюжет
В основе сюжета пьесы лежит один из эпизодов мифов о Персее. Царь Эфиопии Кефей принёс свою дочь Андромеду в жертву морскому чудовищу Кето, посланному Посейдоном. Персей спас Андромеду и решил жениться на ней, но во время свадьбы появился Финей — дядя царевны, тоже претендовавший на её руку. Когда он заявил о своих правах, Персей показал ему голову Горгоны Медузы, так что Финей превратился в камень. Андромеда стала женой Персея.
Аристофан пародирует эту пьесу Еврипида в своей комедии «Женщины на празднике Фесмофорий» (411 год до н. э.): здесь на сцене появляется сам трагик в образе Персея, а главный герой по имени Мнесилох, увидев его, начинает играть роль Андромеды. При этом автор схолиев к «Лягушкам» Аристофана относит «Андромеду» к числу лучших трагедий Еврипида. Сохранились изображения отдельных сцен (роспись ваз, фрески в Помпеях), на основе которых исследователи пишут о пышности театральных постановок пьесы.
Пьесу с таким же названием написал Софокл. Луций Акций создал латинскую переработку сюжета (II век до н. э.), причём неясно, какую из греческих пьес он взял за образец.
Российский антиковед Фаддей Зелинский причислял «Андромеду» к лучшим пьесам Еврипида, констатируя, что её утрата при том, что сохранились «такие посредственные драмы, как „Гераклиды“ и „Андромаха“», точно не связана с эстетической стороной вопроса.